# Agro atellano
L'agro atellano (anche area atellana) è un territorio geografico della Campania riconducibile al pagus dell'antica città di Atella.

## Geografia fisica
È compreso tra la sponda meridionale del fiume Clanio a nord, l'agro aversano e il giuglianese a ovest, l'agro acerrano a est ed a sud con l'area frattese e le colline flegree di Napoli.
Il territorio è interamente pianeggiante con pochi dislivelli, posto in posizione centrale nella pianura campana e attraversato dai Regi Lagni, ha subito in epoche preistoriche sia eruzioni vesuviane che flegree.

## Origini del nome

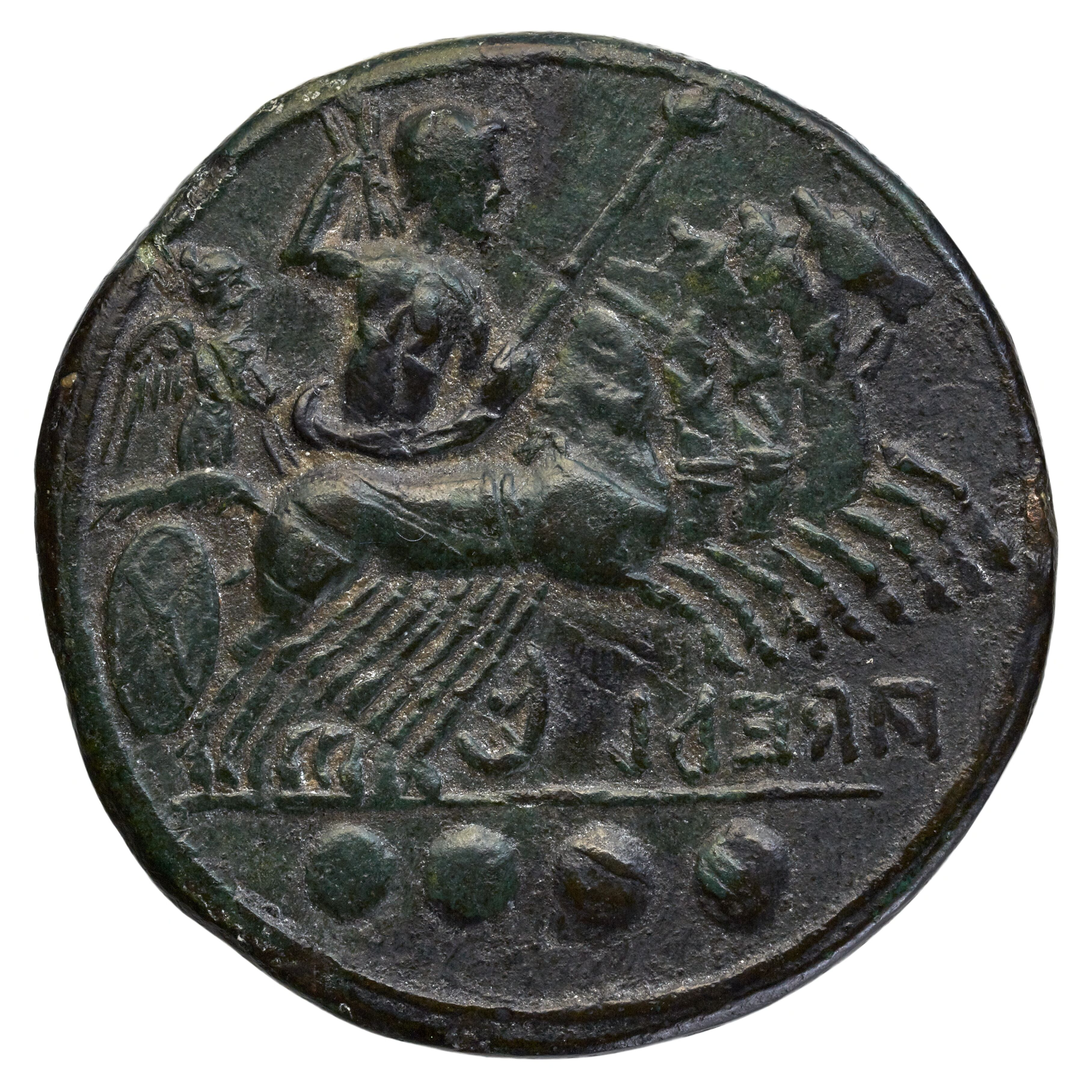
Quadruncia rinvenuta nel territorio

Il poleonimo dell'antico centro territoriale, Atella, potrebbe essere di derivazione etrusca secondo un'ipotesi basata sulla lettura della dicitura ADERL presente sulle antiche monete che attraverso la dizione etrusca poteva essere letta Atèrl, successivamente latinizzata in Atella.

## Storia

### Evo antico
L'area nota sin dall'antichità per la fertilità del terreno è abitata dall'epoca preistorica come testimoniano ritrovamenti archeologici dei siti di Gricignano e Afragola, benché le problematiche legate alle inondazioni del Clanio e alle eruzioni vulcaniche.

### Atella
Atella è una città di origine osca, una delle più antiche della Campania e una delle prime ad aver ottenuto la cittadinanza romana. Era attraversata dalla via Atellana, che la conduceva a sud-ovest a Cuma e a nord-est a Capua. Il declino della città cominciò quando la sua diocesi fu trasferita nella vicina città normanna di Aversa nel 1030.

## Monumenti e luoghi d'interesse

### Architetture religiose
- Chiesa di San Gregorio Magno a Crispano.[11]

- Cappella di San Sossio a Frattamaggiore, con dipinti di Altamura e Maldarelli e le reliquie di Severino, patrono d'Austria e Baviera.

- Basilica di Sant'Antonio da Padova di Afragola.
- Basilica pontificia di San Tammaro vescovo  a Grumo Nevano

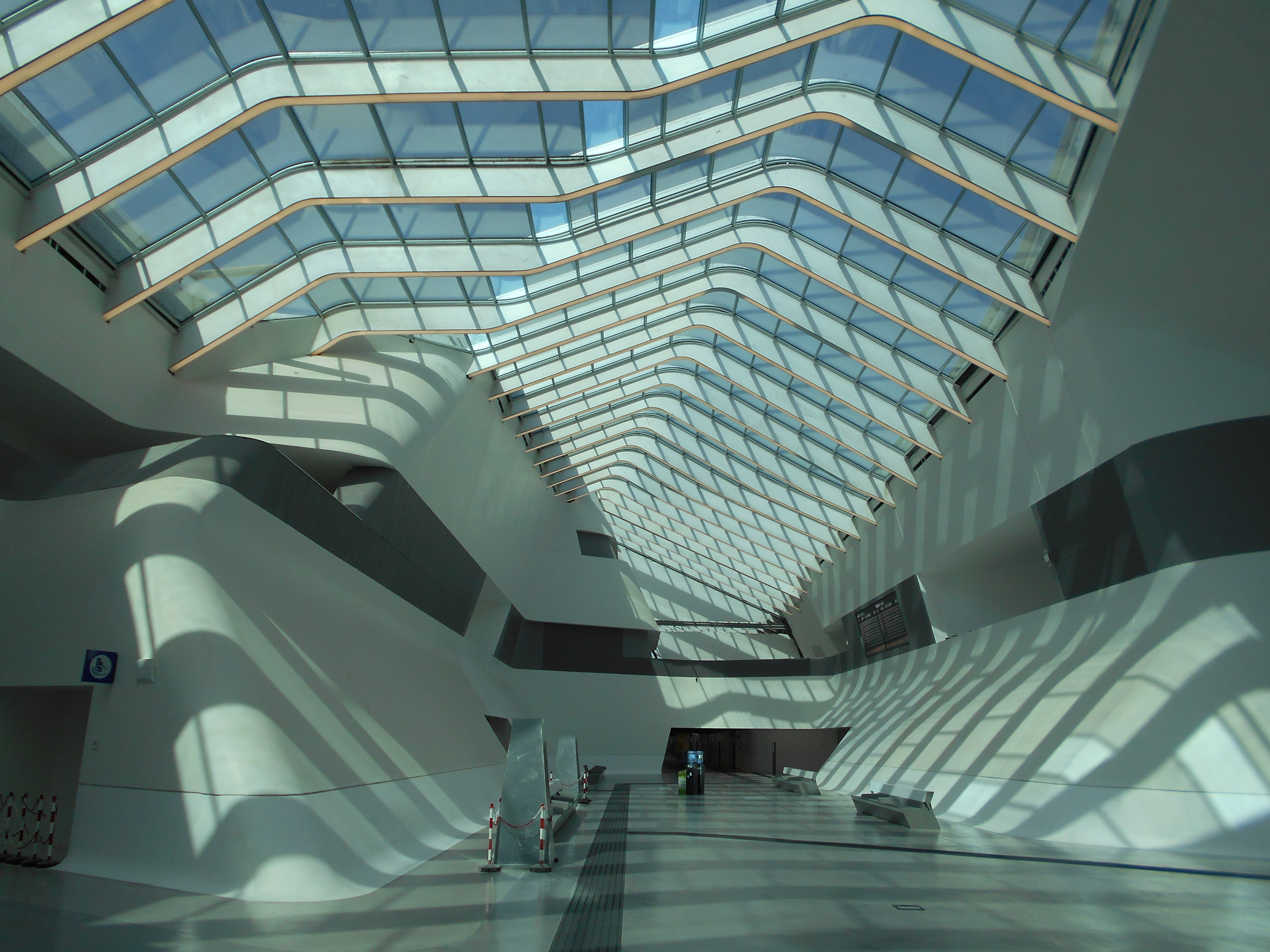
La stazione alta velocità di Afragola

- Santuario di Sant'Antimo Prete e Martire

### Architetture civili
- Stazione TAV di Afragola di Zara Hadid.

- Ponte Modestino.[12]

### Architetture militari
Nel territorio a nord di Gricignano e Succivo si trova la U.S. Navy Support Site della NSA di Napoli, area "in affitto" ma de facto di competenza extraterritoriale degli Stati Uniti. Una cittadella residenziale completa di uffici, ospedale, scuole, chiesa, albergo, biblioteca, parchi, centro commerciale, impianti sportivi, piscina. Ospita quattromila famiglie statunitensi che prestano servizio presso il commando di Napoli e la sesta flotta. Numerose autorità statunitensi tra cui la first lady Jill Biden hanno visitato il sito di Gricignano.
Durante la costruzione del sito sono emersi reperti archeologici fondamentali nella ricostruzione della storia dell'agro atellano e della Campania antica.

### Siti archeologici
- Area archeologica dell'antica  Atella.[16]

- I resti archeologi dell'antico insediamento di Gricignano, visibile anche all'interno della cittadella militare statunitense.[17]

### Aree naturali
Grotte tufacee e alberate di Cesa.

## Società

### Religione
La diocesi di Atella (in latino: Dioecesis Atellana) è una sede titolare della Chiesa cattolica presieduta dal 1999 dall'Arcivescovo Luigi Bonazzi. Appartiene alla sede titolare di Aversa.

### Problematiche sociali e ambientali
L'agro è interessato da fenomeni di smaltimento illecito dei rifiuti correlati ad un aumento dei tassi di tumore e mortalità. Il fenomeno in Campania è noto con l'espressione Terra dei fuochi.
Il tasso di disoccupazione è superiore alla media nazionale.

### Criminalità
Forte è la presenza mafiosa della Camorra.

## Cultura
Virgilio compose le bucoliche nelle campagne dell'agro atellano.
Importanti istituzioni culturali del territorio o rilevanti per esso sono il museo archeologico dell'agro atellano, principale ente competente per spazi di esposizione e deposito dei beni archeologici del territorio; l'istituto di studi atellani a Frattamaggiore; il museo archeologico nazionale di Napoli, che conserva reperti archeologici dell'antica Atella e del villaggio del bronzo antico di Afragola nonché calchi delle maschere atellane rinvenuti a Pompeii; il British Museum di Londra, che conserva reperti di Atella e della Campania antica; il Palazzo Ducale Sanchez de Luna d'Aragona; la Pinacoteca Sansossiana di Frattamaggiore; il CAM di Casoria.

## Geografia antropica

### Suddivisioni amministrative
Il territorio è diviso amministrativamente tra la provincia di Caserta e la città metropolitana di Napoli.
È distinguibile in area atellana-aversana per la parte nord-occidentale (Gricignano, Cesa, Succivo, Orta, Sant'Arpino, Sant'Antimo, Melito, Casandrino, Frattaminore, Frattamaggiore) e atellana-napoletana per la parte sud-orientale (Caivano, Crispano, Cardito, Afragola, Casoria, Casavatore, Arzano). Gricignano, Cesa, Sant'Arpino, Succivo, Orta, Frattaminore, Frattamaggiore e Grumo Nevano fanno parte dell'unione dei comuni denominata "Atella".
Orta di Atella, Sant'Arpino e Succivo hanno costituito il comune di Atella di Napoli dal 1928 al 1946.
Vengono solitamente considerati parte dell'area diciotto comuni, tuttavia viene esclusa la frazione Arpino del comune di Casoria mentre è urbanisticamente distaccata dal cosiddetto cratere atellano la parte meridionale del territorio (comuni di Arzano, Casavatore, Casoria e Afragola) .
| Comune               | Stemma | Mappa | Abitanti                               | Superficie (km²)                |
| -------------------- | ------ | ----- | -------------------------------------- | ------------------------------- |
| Sant'Arpino          |        |       | 14.663                                 | 3,2                             |
| Orta di Atella       |        |       | 27.311                                 | 10,70                           |
| Cesa                 |        |       | 8.963                                  | 2,74                            |
| Gricignano di Aversa |        |       | 12.296                                 | 9,98                            |
| Succivo              |        |       | 8.560                                  | 7,21                            |
| Frattaminore         |        |       | 15 185                                 | 1,99                            |
| Frattamaggiore       |        |       | 28 503                                 | 5,32                            |
| Grumo Nevano         |        |       | 17 046                                 | 2,88                            |
| Sant'Antimo          |        |       | 32 074                                 | 5,9                             |
| Melito di Napoli     |        |       | 35 746                                 | 3,81                            |
| Casandrino           |        |       | 13 389                                 | 3,19                            |
| Arzano               |        |       | 31 901                                 | 4,7                             |
| Casavatore           |        |       | 18 014                                 | 5,53                            |
| Casoria              |        |       | 73.807 (Casoria 53.819; Arpino 19.988) | 12,00 (8,0 Casoria; 4,0 Arpino) |
| Afragola             |        |       | 61 586                                 | 17,9                            |
| Caivano              |        |       | 35 795                                 | 27,22                           |
| Cardito              |        |       | 21 245                                 | 3,21                            |
| Crispano             |        |       | 11 482                                 | 2,22                            |

## Economia

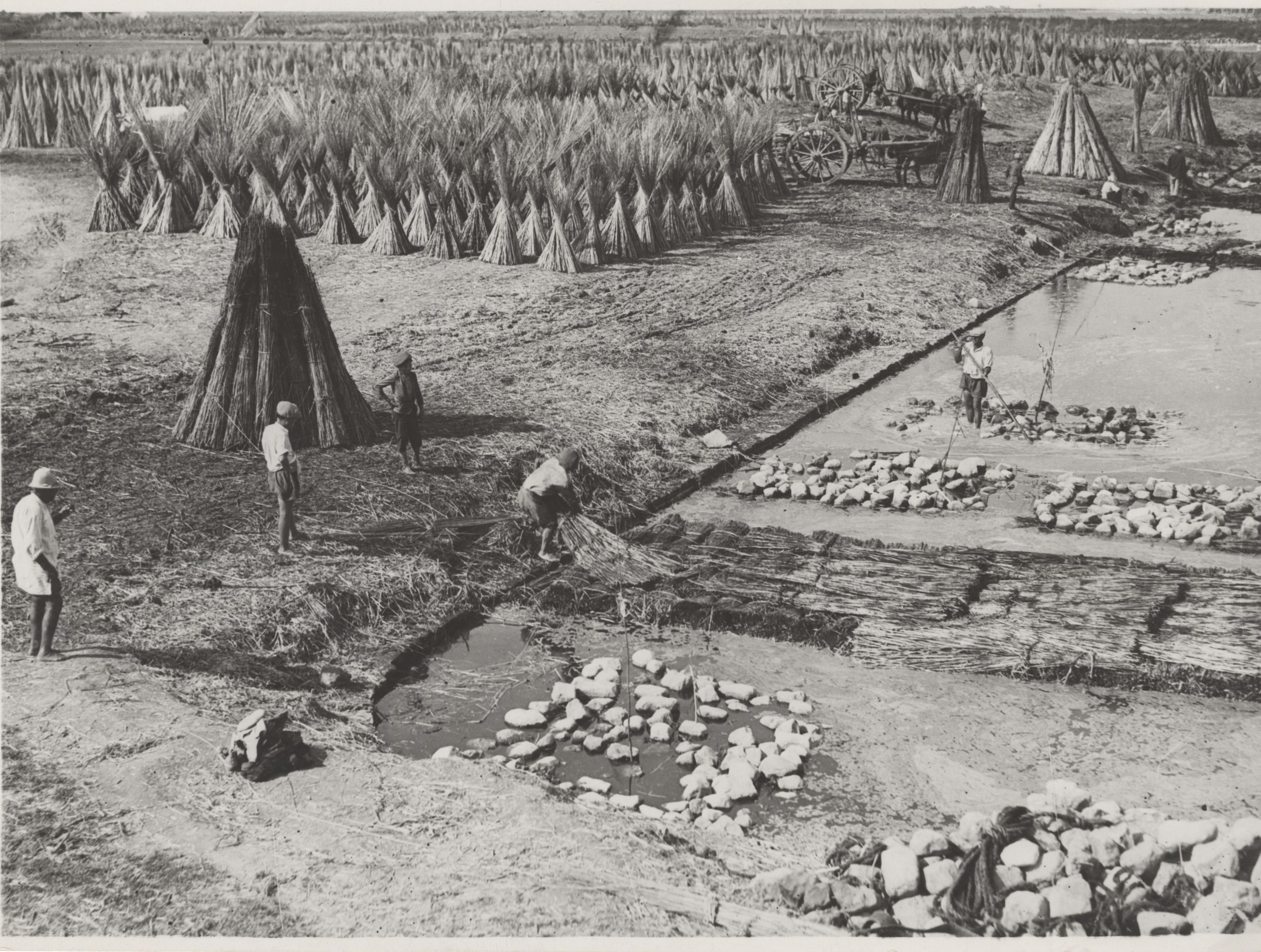
Coltivazione della Canapa a Frattamaggiore negli anni 1930

L'economia dei centri urbani è basata essenzialmente sul terziario e sul commercio.
Rilevante è il polo industriale tra Frattamaggiore, Arzano, Casavatore e Casoria.

### Agricoltura
Dall'età medievale sino alla seconda guerra mondiale l'agro è stato un importante centro canapiero. Gli ultimi residui di tale attività sono da riscontrarsi nella produzione di corde e gomene per le navi.
L'agricoltura, non più settore trainante dell'economia, resiste con la rinomata produzione di fragole, asparagi, cereali, tabacco e aglio, in particolare nel nord dell'agro che conserva ancora una vocazione agricola.

## Infrastrutture e trasporti

### Mobilità urbana
Svolge servizio di carattere metropolitano la linea Napoli Centrale-Villa Literno della ferrovia Roma-Formia-Napoli che collega le stazioni di Sant'Antimo-Sant'Arpino, Frattamaggiore-Grumo Nevano e Casoria. Le municipalizzate AIR Campania e EAV effettuano servizi di autolinee sostituendo la CTP, azienda pubblica competente per il trasporto locale dell'area atellana, aversana, giuglianese e flegrea entrata in fallimento che ha svolto servizio fino al 2021.